# Rudolf Gerlich von Gerlichsburg
Rudolf Gerlich von Gerlichsburg (4. srpna 1827 Olomouc – 17. července 1891 Mariánské Lázně) byl rakousko-uherský generál. Od mládí sloužil u různých jednotek dělostřelectva a zúčastnil se několika válečných tažení. Několik let zastával prestižní funkci císařského pobočníka (1866–1869), v armádě nakonec dosáhl hodnosti polního podmaršála (1883) a v letech 1885–1886 byl velitelem pevnosti v Krakově.

## Životopis
Narodil se v Olomouci jako starší syn c. k. hejtmana Johanna Gerlicha (1788–1850) povýšeného v roce 1849 do šlechtického stavu s titulem a predikátem Edler von Gerlichsburg. Rudolf studoval na Technické vojenské akademii ve Vídni a do armády nastoupil k dělostřelectvu. Vyznamenal se v revolučních letech 1848–1849 v Uhrách a v roce 1850 byl již poručíkem u 1. pluku polního dělostřelectva. V roce 1854 byl nadporučíkem a pobočníkem ředitelství dělostřelectva u 1. armády, později byl štábním důstojníkem u nově zřízeného 3. pluku polního dělostřelectva. V roce 1857 byl povýšen na kapitána u 6. záložního pluku polního dělostřelectva a zúčastnil se války se Sardinií (1859). Po účasti v prusko-rakouské válce byl povýšen na majora (1866) a v letech 1866–1869 zastával funkci křídelního pobočníka císaře Františka Josefa (Flügel Adjutant Seiner Majestät des Kaisers). V roce 1869 byl povýšen na podplukovníka a stal se zástupcem velitele u 4. dělostřeleckého pluku v Budapešti.
V roce 1872 dosáhl hodnosti plukovníka a byl jmenován velitelem 13. dělostřeleckého pluku v Temešváru, kde strávil šest let (1872–1878), zúčastnil se okupace Bosny a Hercegoviny a v roce 1878 byl krátce velitelem dělostřelectva v Sibiu. V roce 1878 byl povýšen do hodnosti generálmajora a převzal velení dělostřelectva u vrchního velitelství armády ve Vídni. Po reorganizaci armády zůstal jako velitel dělostřelectva u nově zřízeného 2. armádního sboru ve Vídni a v roce 1883 byl povýšen do hodnosti polního podmaršála. Závěr aktivní kariéry strávil jako velitel pevnosti v Krakově (1885–1886). K datu 1. dubna 1886 byl penzionován a od té doby žil v soukromí.
Zemřel 17. července 1891 ve věku 63 let v Mariánských Lázních, kde se také o tři dny později konal jeho pohřeb.
Za zásluhy během revoluce v Uhrách získal již v roce 1849 Řád železné koruny III. s válečnou dekorací, později se stal nositelem Válečné medaile a v roce 1884 obdržel rytířský kříž Leopoldova řádu. Díky několikaleté službě císařského pobočníka získal několik ocenění také od zahraničních panovníků, byl velkodůstojníkem Řádu italské koruny, komandérem řeckého Řádu Spasitele a nositelem tureckého Řádu Osmanie III. třídy. Od roku 1885 byl čestným majitelem 14. dělostřeleckého pluku dislokovaného ve Vídni.

## Rodina
Byl dvakrát ženatý. První manželka Rosalie Schönová von Perlashof (1839–1856) zemřela již rok po svatbě v sedmnácti letech. Jeho druhou manželkou byla Madeleine Kerpalová (1836–1905). Z druhého manželství se narodila dcera Laura, provdaná za vojenského lékaře MUDr. Otto Hassacka.
Rudolfův mladší bratr Johann (1829–1906) sloužil také v armádě a později působil jako vojenský intendant. Jeho manželkou byla Marie, rozená hraběnka Lavaulxová (*1840).